# Futari Solo Camp
Futari Solo Camp (ふたりソロキャンプ Futari Soro Kyanpu?) es una serie de manga japonesa de temática de camping escrita e ilustrada por Yudai Debata. Se publicó en la revista de manga seinen Evening de Kōdansha desde octubre de 2018 hasta febrero de 2023, fecha en la que la revista cesó su publicación. Tras una breve temporada en la aplicación Comic Daysmanga, la serie se reanudó en Morning en diciembre de 2023. Sus capítulos se han recopilado en 19 volúmenes tankōbon hasta noviembre de 2024. Una adaptación televisiva de anime producida por SynergySP se estrenó en julio de 2025.
Una adaptación dramática televisiva se emitió de enero a febrero de 2025.

## Personajes
Gen Kinokura (樹乃倉 巌 Kinokura Gen?)
 Seiyū: Daiki Hamano, Ismael Verástegui (español latino)
Shizuku Kusano (草野 雫 Kusano Shizuku?)
 Seiyū: Mizuki Niizaki, Polly Huerta (español latino)
Akihito Takigawa (滝川 彰人 Takigawa Akihito?)
 Seiyū: Yōhei Azakami
Mizuki Hino (火野 瑞希 Hino Mizuki?)
 Seiyū: Yuna Nemoto
Saya Ozora (大空 さや Ōzora Saya?)
 Seiyū: Saya Aizawa, Dolores Mondragón (español latino)

## Contenido de la obra

### Drama
La serie dramática de televisión japonesa basada en la serie, se anunció el 15 de noviembre de 2024. El drama está dirigido por Takashi Ninomiya y Katsutoshi Hirabayashi, con guiones de Ayako Kitagawa. Se emitió del 9 de enero al 27 de febrero de 2025 en Tokyo MX.

### Anime
En enero de 2025 se anunció una adaptación de la serie de televisión de anime. La serie está producida por SynergySP y dirigida por Jun Hatori, con guiones escritos por Aya Satsuki, Mitsuho Seta y Ōka Tanisaki, diseños de personajes de Tomomi Shimazaki y música compuesta por Shōta Kowashi. La serie se estrenó el 11 de julio de 2025 en Tokyo MX y otros canales. Crunchyroll obtuvo la licencia de la serie en América del Norte, América Central, América del Sur, Europa, África, Oceanía, Oriente Medio y CEI.
El 18 de junio de 2025, se anunció que la serie recibió un doblaje en español latino, el cual se estrenó el 31 de julio.